# Torre d'Algorfa
Les restes de la torre d'Algorfa o torre dels Moros es troben a la partida de terres d'Algorfa, entremig de les dependències del mas de Violí, al límit de la segona terrassa del riberal del Segre.

## Història
Per alguns autors com García Bellido R. Pita Mercé i D. Diez Coronel, la torre és ibèrica, per a altres, com Puig i Cadafalch, J. Lladonosa i F. Lara, és romana. Sense descartar la seva adscripció al món musulmà doncs R. Pita Mercé assenyala que l'any 1949 trobà, superficialment i al voltant d'aquesta edificació, gran quantitat de ceràmica àrab. També, posteriorment, s'hi trobaren unes monedes d'or almohades.
Es tractaria doncs d'un poblat de relativa importància, segons la seva extensió, i, pel material arqueològic recollit, en un context islàmic cristianitzat progressivament després de la Reconquesta. La torre podria pertànyer al sistema defensiu d'una almúnia.
R. Pita assenyala la possibilitat que aquesta torre sigui l'anomenada Torre «Ibn Gania», citada en l'escriptura fundacional de l'església d'Avinganya en 1201.

## Arquitectura
La construcció antiga està envoltada de construccions més modernes que s'hi adossen. Es tracta d'una torre d'estructura quadrangular situada al sud del conjunt amb les cantoneres orientades als quatre punts cardinals. Actualment la seva cota més alta és de 5,20 m però hi ha notícies que encara durant el primer quart del s. XX conservava una alçària de més d'11 m. L'amplada és de 4,9 m. El mur del sud-oest, l'únic visible, és fet de sis a vuit filades superposades de carreus irregulars i de mida gairebé megalítica, sobretot les tres de la base. Les pedres de la base fan 70 cm de llargada per 80 cm d'amplada, de mida mitjana. S'aprecia el sòcol que forma la filada inferior que sobresurt 10 cm. Hi ha indicis de morter però la major part dels carreus són actualment de pedra seca. Per dins l'estructura està coberta per un sostre i un pis de canyissos. A les parets hi ha senyals de moltes modificacions per adequar la vella construcció als nous usos agropecuaris. Al voltant del mas modern hi ha exposades pedres treballades, alguna pica, tambors de columna, etc. Pel camí d'accés s'aprecien encara restes de murs del que devia ser un ampli poblat situat al nord i del qual s'han trobat dues sitges de forma acampanada d'uns 250 cm de fondària. Més al nord, consta que s'han trobat sepultures que, segons referències bibliogràfiques i orals, són del tipus de llosa i amb el mort col·locat en decúbit supí. També s'hi trobà un esquelet posat de costat i amb el cap mirant a l'est, cosa que fa pensar que era musulmà.
La datació se situa al voltant del segle x.